# Grosso
Grosso là một đô thị ở tỉnh Torino trong vùng Piedmont, có vị trí cách khoảng 25 km về phía tây bắc của Torino. Tại thời điểm ngày 31 tháng 12 năm 2004, đô thị này có dân số 1.002 người và diện tích là 4,3 km².
Grosso giáp các đô thị: Corio, Mathi, Nole, và Villanova Canavese.